# مالكولم توماس (لاعب كرة سلة مواليد 1988)
مالكولم توماس (بالإنجليزية: Malcolm Thomas)‏ مواليد 8 نوفمبر 1988 في كولومبيا، هو لاعب كرة سلة أمريكي. بدأ مسيرته الاحترافية في سنة 2011. يبلغ طوله 6 قدم 9 بوصة (2.1 م).

## المسيرة الاحترافية
لعب مع أولسان موبيس فوبوس في سنة 2011، ثم لعب مع لوس أنجلوس ديفيندرز في موسم 2011–2012، ثم لعب مع سان أنطونيو سبرز في سنة 2012، ثم لعب مع لوس أنجلوس ديفيندرز في سنة 2012، ثم لعب مع مكابي تل أبيب لكرة السلة في موسم 2012–2013، ثم لعب مع لوس أنجلوس ديفيندرز في سنة 2013، ثم لعب مع غولدن ستايت ووريورز في سنة 2013.

## روابط خارجية
- مالكولم توماس على موقع إن بي أي (الإنجليزية)
- مالكولم توماس على موقع سبورتس رفرنس (الإنجليزية)
- مالكولم توماس على موقع كرة السلة الأوروبية.كوم (الإنجليزية)
- مالكولم توماس على موقع كلية كرة السلة في سبورتس رفرنس.كوم (الإنجليزية)
- مالكولم توماس على موقع ريلجم (الإنجليزية)
- مالكولم توماس على موقع بروبوليرز (الإنجليزية)
- مالكولم توماس على موقع سبورتس رفرنس (الإنجليزية)
- مالكولم توماس على موقع سبورتس رفرنس (الإنجليزية)